# Wapen van Leiningen
Het wapen van Leiningen was het heraldische symbool van het graafschap en het latere vorstendom Leiningen.

## Stamwapen

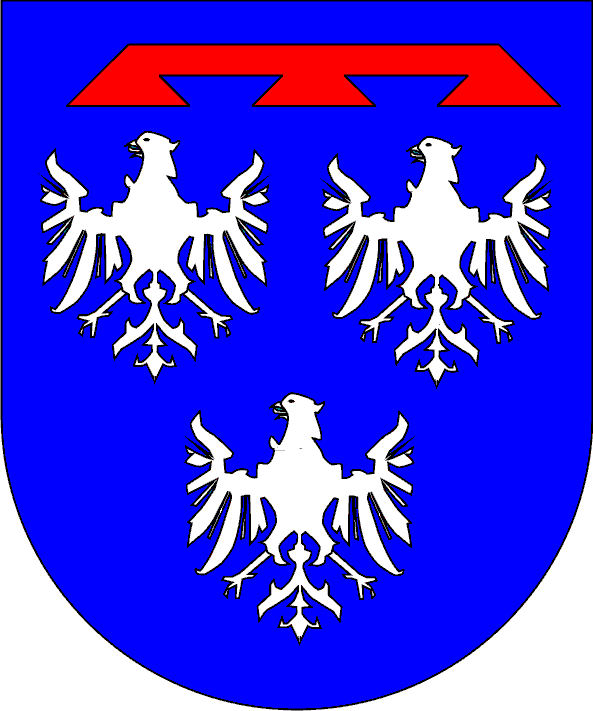
Graafschap Leiningen

Het wapen van Leiningen bestond uit drie zilveren adelaars met daarboven een rode toernooikraag in een blauw veld.

## Leiningen-Dagsburg

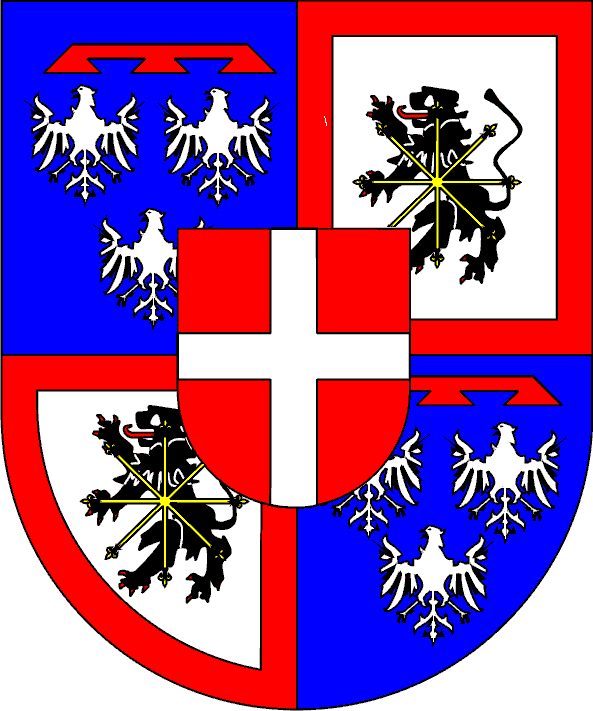
Leiningen-Dagsburg
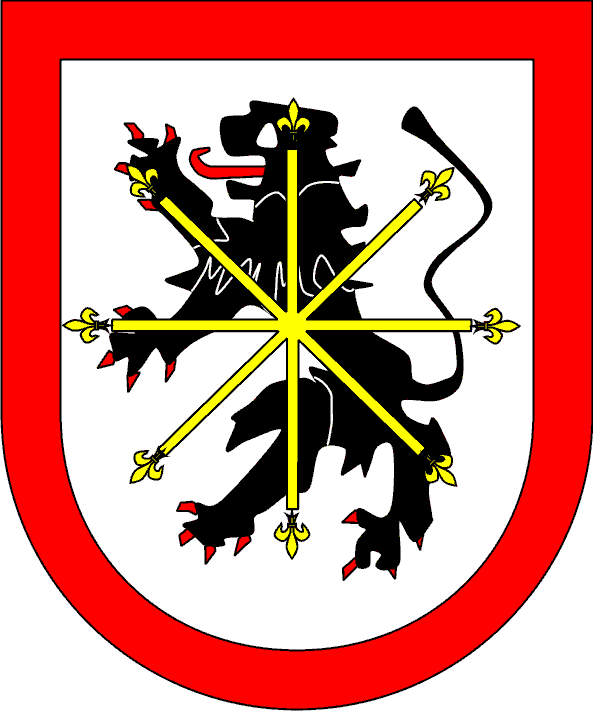
Graafschap Dagsburg
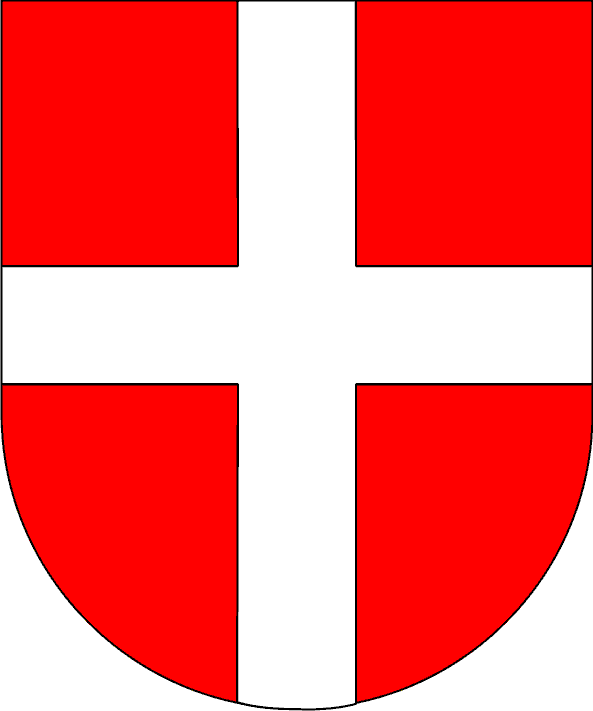
Heerlijkheid Aspremont

Ten gevolge van het huwelijk van graaf Frederik IV van Leiningen (overleden in 1310) met Johanna van Dagsburg werd het graafschap Dagsburg verworven. Het huwelijk van graaf Emich VII van Leiningen-Hartenburg (overleden in 1495) met Anna van Alster bracht de heerlijkheid Aspremont aan de familie.

## Vorstendom Leiningen

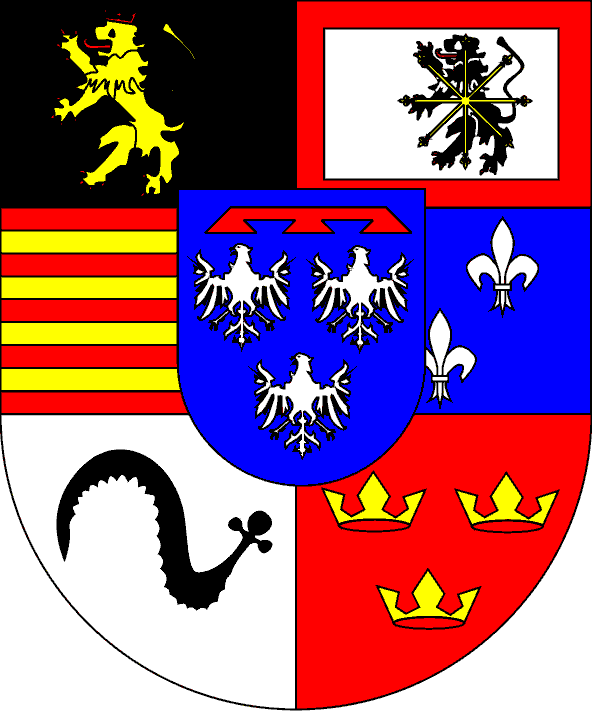
Vorstendom Leiningen
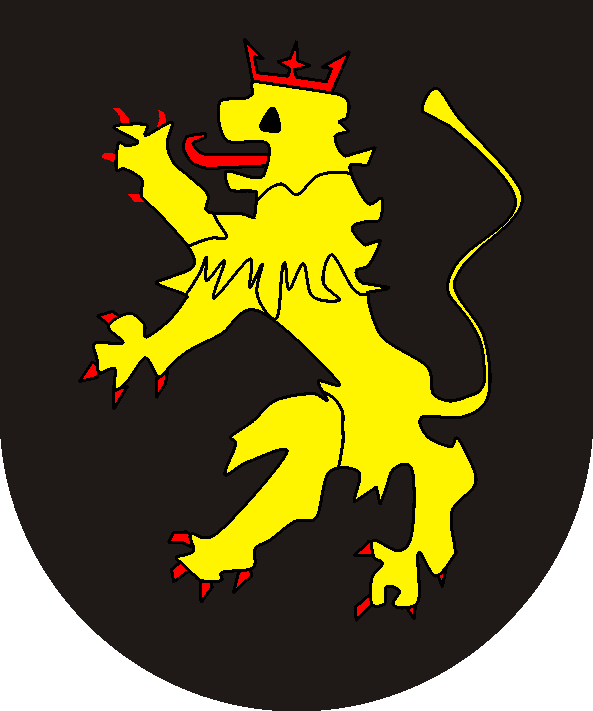
Paltsgraafschap Mosbach
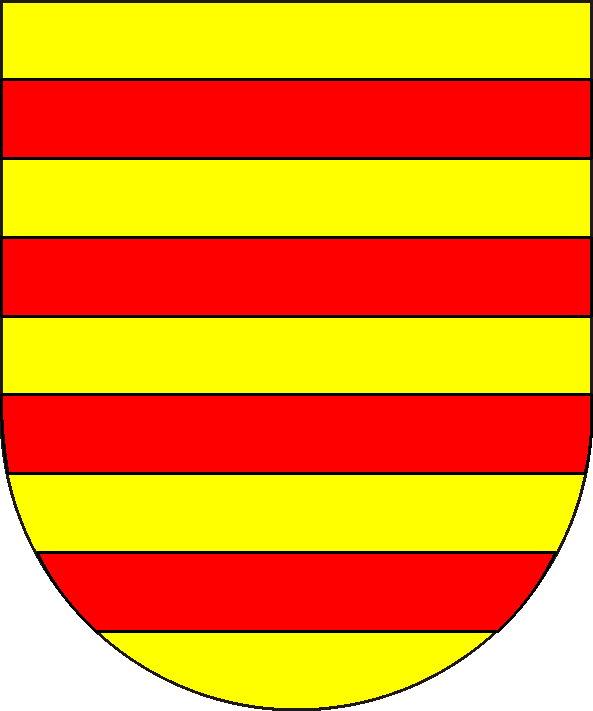
Graafschap Rieneck
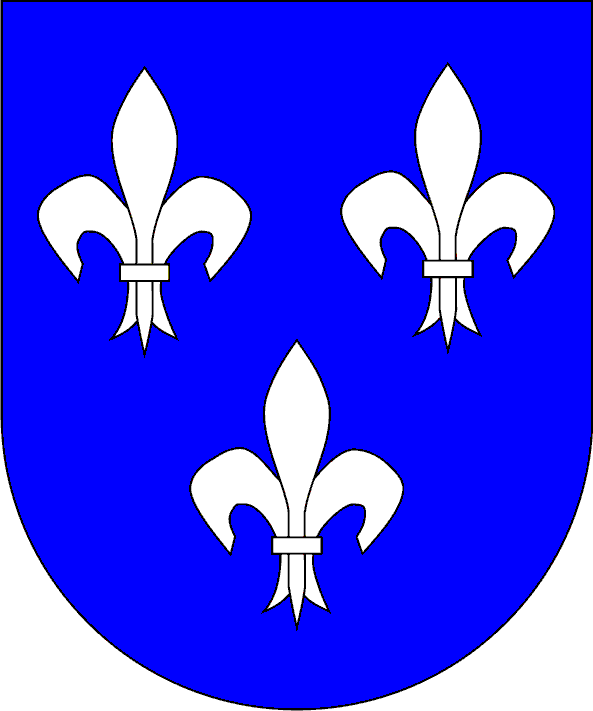
Heerlijkheid Frankenberg
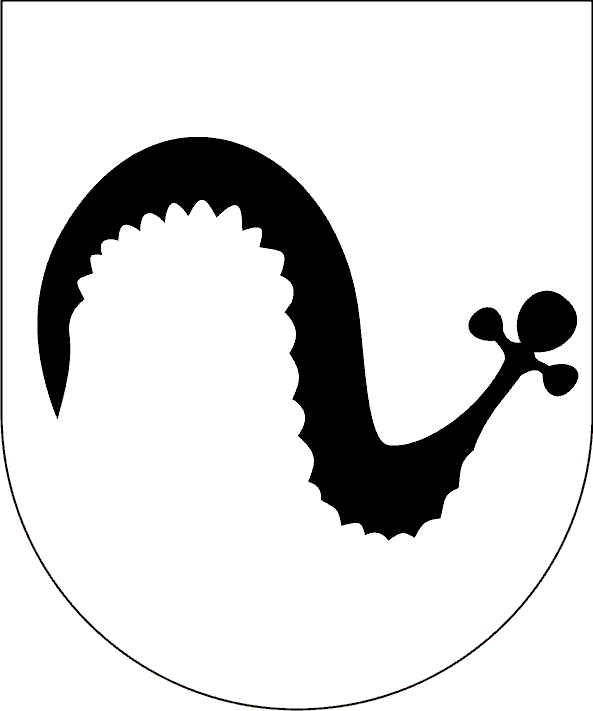
Graafschap Dürn
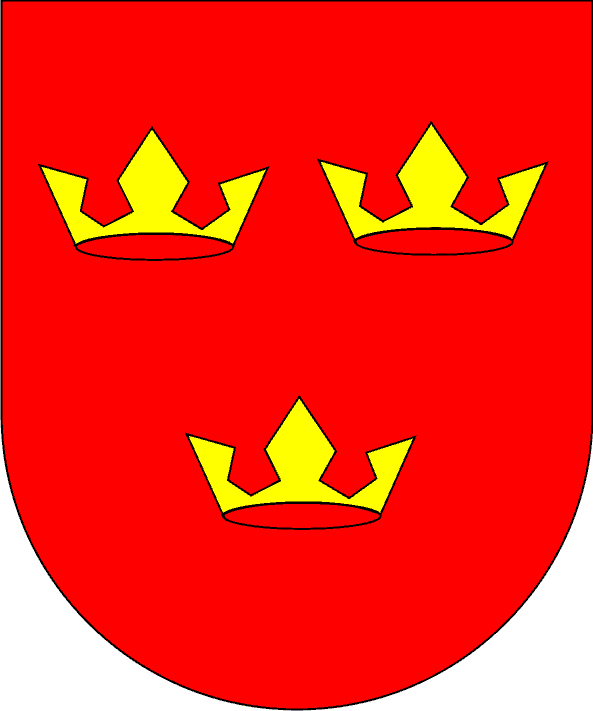
Heerlijkheid Amorbach

In 1797 verloren de vorsten en graven van Leiningen hun bezittingen op de linker oever van de Rijn. De Reichsdeputationshauptschluss van 1803 gaf hun ter compensatie een aantal nieuwe landen. Een deel was afkomstig van jhet keurvorstendom van de Palts, wat de inspiratie gaf om dit wapen over te nemen en de titel paltsgraafschap Mosbach te creëren.
Het graafschap Rienck was een historisch grafaschap en Frankenberg, Dürn en Amorbach waren nieuwe bedenksels.

## Leiningen-Westerburg 1467

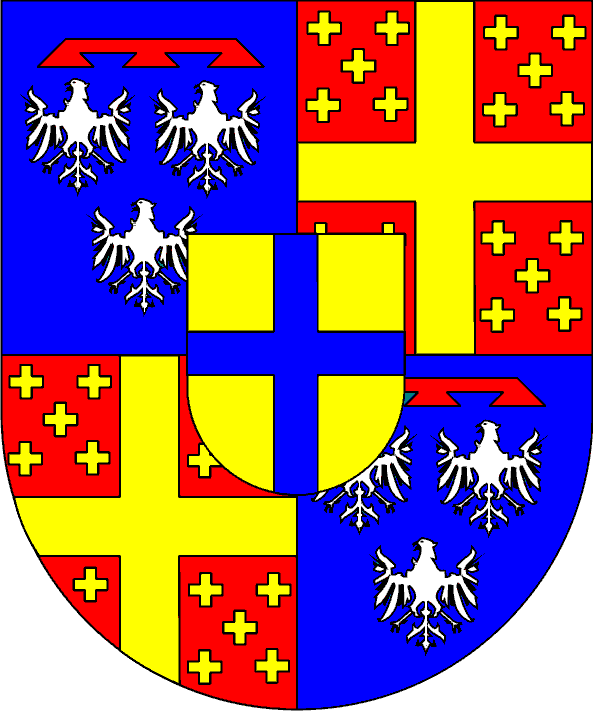
Leiningen-Westerburg
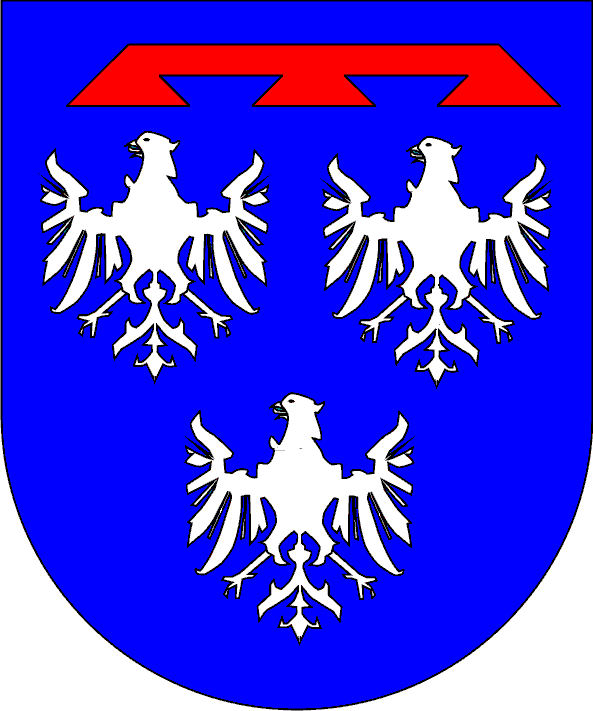
Graafschap Leiningen
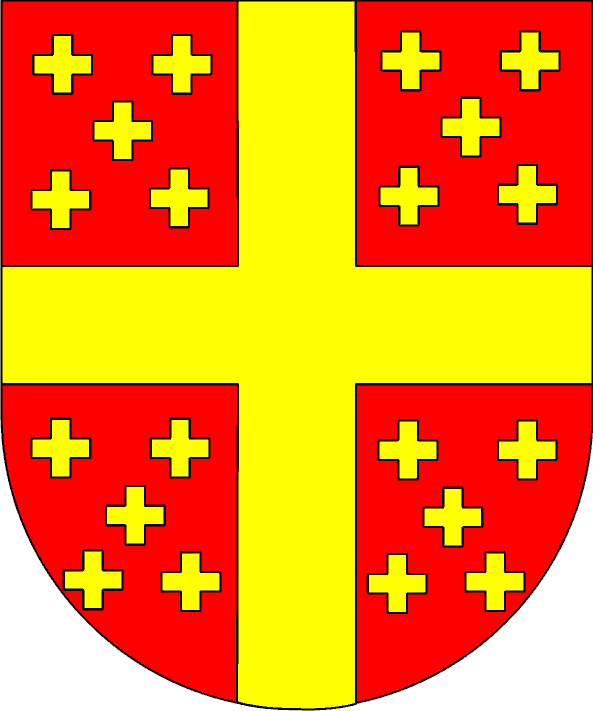
Heerlijkheid Westerburg

In 1467 stierf de oudste tak van Leiningen uit met landgraaf Hesso. Zijn zuster Margaretha, die gehuwd was met graaf Reinhard IV van Westerburg erfde zijn bezittingen. Hierdoor ontstond de dynastie Leiningen-Westerburg. Het hartschild had geen betekenis, maar liet het schild voldoen aan de heersende mode.

## Leiningen-Rixingen 1632

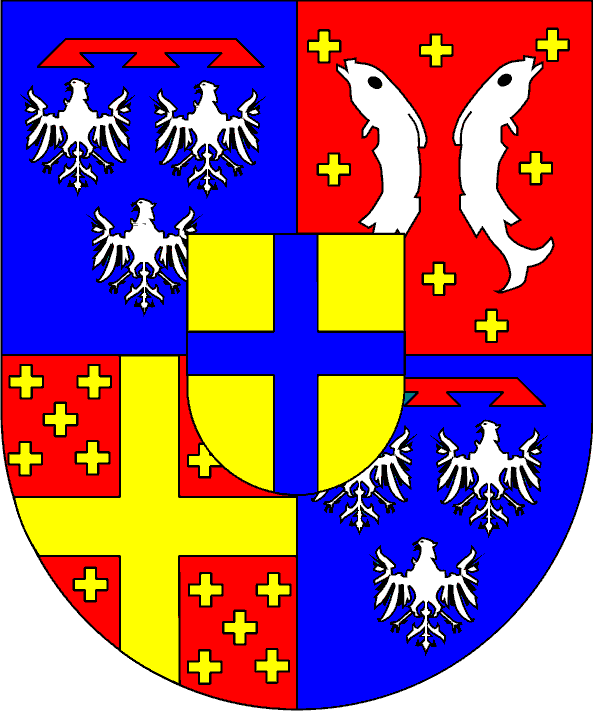
Leiningen-Rixingen
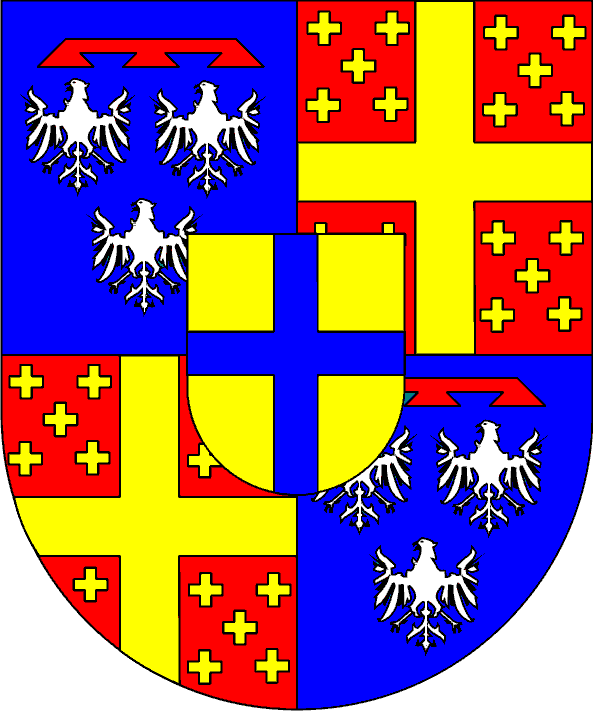
Leiningen-Westerburg
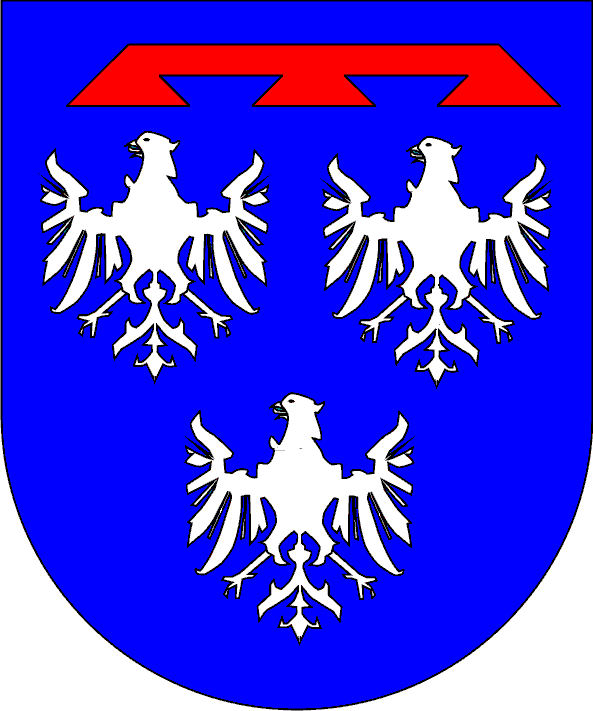
Graafschap Leiningen
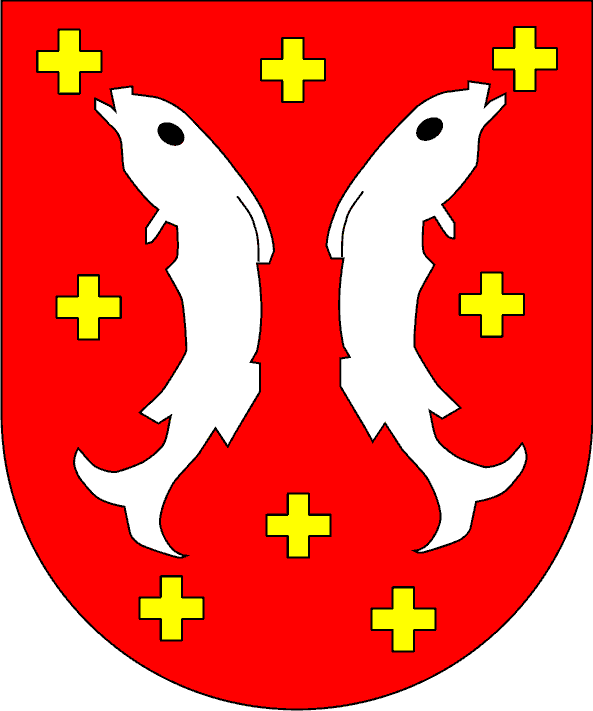
Heerlijkheid Rixingen

Graaf Philips (overleden in 1597) was gehuwd met gravin Amalia van Zweibrücken. Zij was de erfgename van de heerlijkheden Rixingen, Oberbronn en Ochsenstein. Hun kleinzoon Philips II was in 1623 de stichter van de jongere tak Leiningen-Rixingen.